# 伊號第十九潛艦
伊號第十九潛艦 （簡稱:I-19、伊19）是日本海軍伊十五型潛艦3号艦。

## 艦歷

#### 建造
- 1938年3月15日 在神户三菱重工开工建造
- 1939年9月16日 下水。

#### 美洲戰區
- 1941年4月28日竣工。其后在太平洋战争中参加美国西海岸沿岸通商破坏作战。
  - 12月22日在加利福尼亚州海域追擊美油輪SS H.M. Storey（英语：SS H.M. Storey）時，遭到美軍飛機攻擊，但僥倖逃脫。[1][2]
  - 12月24日在加利福尼亚海岸击伤美国船Absaroka。

#### 瓜島戰役

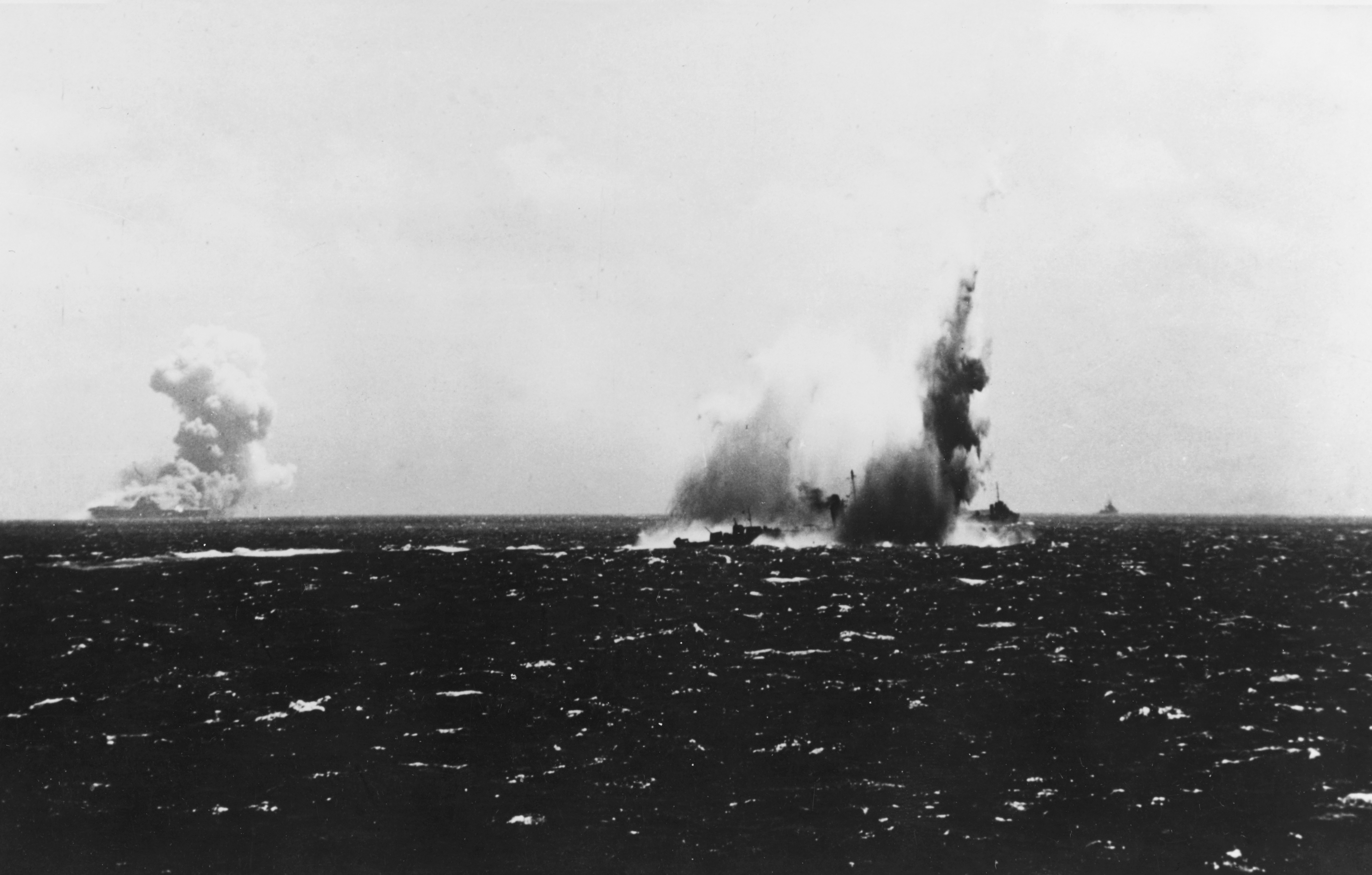
奧布萊恩號被魚雷命中，圖左是稍早被魚雷命中的胡蜂號

- 1942年9月15日、伊号第一九潛艦（艦長木梨鷹一中佐）11時45分在所罗门群岛、圣克里斯托瓦尔岛东南发现美军航空母舰胡蜂号并对其发射6枚純氧魚雷，其中3枚命中胡蜂号，引燃胡蜂号所载的航空汽油导致其发生爆炸，后由同行驱逐舰以鱼雷击沉。其余3枚魚雷则潜行10公里左右遇到第17特混艦隊，队列中战舰北卡罗莱纳号和驱逐舰奥布莱恩号各命中1枚。奥布莱恩号严重受损，并最终于10月19日沉没。北卡罗莱纳号亦受重創，花了6个月的时间来修复。[3][4][5]這次攻擊是潛艦戰史中造成最大損害的一次攻擊。[6][7]

#### 群島戰區
- 1943年4月30日 擊沈美国船只Phoebe A. Hearst(在苏瓦东南海域）、
  - 5月2日 击伤William Williams(在苏瓦近海）
  - 5月16日 击沉William K. Vanderbilt(在苏瓦西南海域）
  - 8月13日 击伤M.H. De Young。
  - 9月27日 小林茂男少佐接任艦長
  - 11月19日 前往吉尔伯特群岛
  - 11月25日 在马金岛近海遭美军驱逐舰拉德弗德（英语：USS Radford (DD-446)）的深水炸弹攻击而沉没。
- 1944年4月30日 确认战没并除籍。

## 歴代潛艦長

### 艤装員長
- 楢原省吾 中佐：1941年1月31日 -

### 艦長
- 楢原省吾 中佐：1941年4月28日 -
- 木梨鷹一 少佐：1942年7月15日 -
- 小林茂男 少佐：1943年9月27日 - 11月25日戦死

## 影視、遊戲中登场
1979年上映的电影「1941」中美国本土砲擊伊号第一九潜水舰作为日本海軍的潜艇登場，艦長アキロー・ミタムラ中校由三船敏郎饰演。但作品中却说明是从德国购入的潜艇。